# Par le sang des autres
Pour plus de détails, voir Fiche technique et Distribution.
Par le sang des autres est un film franco-canado-italien de Marc Simenon réalisé en 1973 et sorti en 1974.

## Synopsis
Un jeune déséquilibré, obsédé par les femmes et la violence, s'introduit dans une maison isolée et retient en otage ses deux occupants. La rançon qu'il exige du maire éberlué ne manque pas d'originalité : qu'on livre, non pas de l'argent, sans utilité, mais la plus belle fille du village. Les autorités, que ce soit le préfet, commissaire de police ou le maire se concertent et envisagent tour à tour les différents moyens de le satisfaire.

## Fiche technique
- Titre original français : Par le sang des autres
- Titre italien : Ultimatum alla polizia (litt. « Ultimatum à la police »)
- Réalisation : Marc Simenon
- Scénario : Jean Max
- Assistant réalisateur : Jean-Jacques Beineix
- Musique : Francis Lai
- Photographie : René Verzier
- Ingénieur du son : William Robert Sivel
- Montage : Etiennette Muse
- Décors : Jean André
- Genre : drame
- Tourné en 35 mm et en couleur
- Pays de production :  France,  Italie,  Canada
- Langue de tournage : français
- Société de production :
  - 14 Luglio Cinematografica (Rome)
  - Cinévidéo (Montréal)
  - Kangourou Films
  - Les Films de la Boétie (également distributeur d'origine)
- Durée : 96 minutes
- Date de sortie : 
  - France : 10 avril 1974
- (fr) Mention CNC : interdit aux moins de 16 ans (visa d'exploitation no 41491 délivré le 12 février 1974)

## Distribution
- Yves Beneyton : le psychopathe
- Francis Blanche : le médecin
- Bernard Blier : le maire
- Robert Castel : Paul
- Mylène Demongeot : la prostituée
- Georges Géret : l'inspecteur
- Mariangela Melato : la fille du maire
- Claude Piéplu : le préfet
- Charles Vanel : le curé
- Monita Derrieux : Amélie
- Denise Filiatrault : Geneviève Barthélémy
- Nathalie Guérin : Caroline Barthélémy
- Jacques Godin : Francis
- Jackie Bourdilleau
- Jacques Rispal
- Marie-Jo Simenon[1]

## Tournage
Le film a été tourné dans les Cévennes à Saint-Privat-de-Vallongue au lieu-dit « Pelissen ». (Languedoc-Roussillon).